# Нова Шарпівка
Нова́ Шарпівка — село в Україні, у Конотопському районі Сумської області. Населення становить 70 осіб. До 2018 орган місцевого самоврядування — Яцинська сільська рада.

## Географія
Село Нова Шарпівка знаходиться за 3 км від лівого берега річки Клевень. На відстані 1 км розташоване село Іванівське. Поруч проходить автомобільна дорога Т 1911.

## Історія
12 червня 2020 року, відповідно до розпорядження Кабінету Міністрів України № 723-р «Про визначення адміністративних центрів та затвердження територій територіальних громад Сумської області», село увійшло до складу Путивльської міської громади.
19 липня 2020 року, в результаті адміністративно-територіальної реформи та ліквідації Путивльського району, увійшло до складу новоутвореного Конотопського району.

## Населення
Згідно з переписом УРСР 1989 року чисельність наявного населення села становила 93 особи, з яких 36 чоловіків та 57 жінок.
За переписом населення України 2001 року в селі мешкало 70 осіб.

### Мова
Розподіл населення за рідною мовою за даними перепису 2001 року:
| Мова       | Чисельність | Відсоток |
| ---------- | ----------- | -------- |
| українська | 64          | 91,43%   |
| російська  | 6           | 8,57%    |
| Усього     | 70          | 100%     |